# ميخائيل جيمس (سياسي)
ميخائيل جيمس هو سياسي كندي، ولد في 12 سبتمبر 1861 في كندا، وتوفي في 1943 في كندا. حزبياً، نشط في الحزب الليبرالي في أونتاريو ‏. وقد انتخب عضو برلمان مقاطعة أونتاريو.